# Protéine H du système de clivage de la glycine
La protéine H du système de clivage de la glycine est l'une des quatre composantes du système de clivage de la glycine, un complexe enzymatique qui intervient pour dégrader les excès de glycine. Il s'agit d'une protéine portant un résidu d'acide lipoïque dont la fonction est de transporter le groupe méthylamine de la glycine depuis la glycine décarboxylase jusqu'à la dihydrolipoyl déshydrogénase.